# 洛赫亞湖
59°32′50″N 25°41′30″E / 59.54722°N 25.69167°E

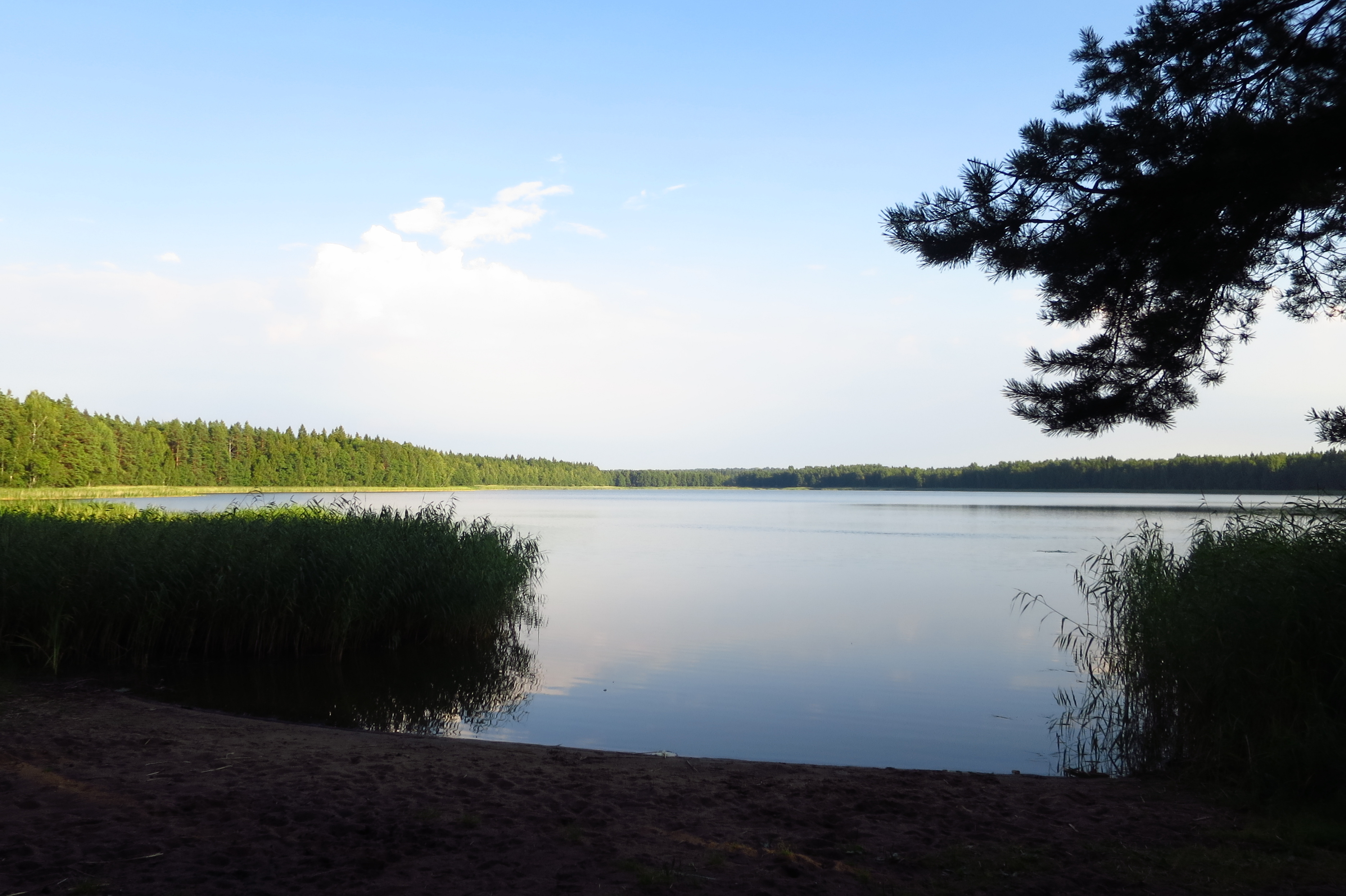

洛赫亞湖愛沙尼亞的湖泊，位於洛克薩西南2.5公里，由哈爾尤縣負責管轄，面積0.57平方公里，海拔高度5.8米，平均水深2.2米，最大水深3.7米。